# 5th Cell
5th Cell es un desarrollador de videojuegos de propiedad independiente fundado en 2003 como 5th Cell Media, LLC. dirigido por Jeremiah Slaczka y Marius Falhbusch. La compañía es más conocida por crear las series Drawn to Life y Scribblenauts.

## Descripción general
Fundada el 28 de agosto de 2003 por Joseph M. Tringali, Jeremiah Slaczka y Brett Caird, la compañía comenzó a desarrollar juegos móviles trabajando con editores como THQ Wireless, JAMDAT Mobile (ahora EA Mobile) y UIEvolution (una antigua subsidiaria de Square Enix).
El 2 de agosto de 2004, THQ Wireless anunció que publicaría los primeros tres juegos móviles originales de 5th Cell: Siege, SEAL Team 6 y Mini Poccha.
En 2006, 5th Cell hizo la transición a Nintendo DS y al desarrollo de juegos casuales. Si bien han trabajado con licencias y trabajo por contrato en el pasado, el enfoque central se ha movido completamente hacia la creación de videojuegos innovadores y originales.
En una entrevista de IGN con Michael Thomsen, se le preguntó a Jeremiah Slaczka, el director creativo de la compañía, "¿Por qué tipo de juegos quieres ser conocido en última instancia?". Él respondió diciendo:

Juegos innovadores: queremos ser conocidos como una empresa que produce contenido AAA que no puede obtener en ningún otro lugar de nadie más. Hasta ahora, con Drawn to Life y Lock's Quest , creo que nuestros productos se han alineado con esa visión. Ahora hemos cambiado por completo el enfoque de nuestra empresa a títulos originales. Ya no hacemos juegos con licencia ni trabajamos por contrato.

El 21 de abril de 2006, IGN reveló el primer juego de Nintendo DS de 5th Cell, Drawn to Life, un título original.
El 1 de junio de 2006, 5th Cell anunció su asociación con Merscom para publicar DNA , un juego casual para PC y también un título original.
El 9 de mayo de 2007, THQ anunció que publicaría Drawn to Life, un híbrido de acción-aventura y plataformas con el toque único en el que el jugador dibuja al héroe y al mundo mismo usando el panel táctil de la DS. THQ lanzó el juego en todo el mundo en 2007 y 2008. Según Next-Gen.biz, desde el lanzamiento del juego (septiembre de 2007) hasta el 1 de marzo de 2008 (6 meses), el juego vendió 820 000 unidades en todo el mundo y ocupó el puesto 61 de la lista. Los 100 videojuegos más vendidos de los últimos 12 meses.
El 2 de abril de 2008, THQ anunció que publicaría el próximo juego de Nintendo DS de 5th Cell, Lock's Quest, un juego original de acción y estrategia en el que el jugador primero construye defensas y luego lucha contra un ejército invasor mecánico que corre contrarreloj.
El 5 de diciembre de 2008, 5th Cell presentó su próximo juego de Nintendo DS en IGN.com, Scribblenauts, un juego de rompecabezas de acción emergente donde el jugador puede escribir cualquier cosa que se le ocurra para ayudarlo a resolver el rompecabezas. El 1 de mayo de 2009, Warner Bros. Interactive Entertainment anunció que publicaría Scribblenauts . El 15 de septiembre de 2009, Scribblenauts se lanzó en América del Norte, con su lanzamiento en Australia el 30 de septiembre y el lanzamiento en Europa el 9 de octubre. Según NPD Group, Scribblenauts vendió 194.000 unidades en los Estados Unidos durante septiembre de 2009, siguiendo a Mario & Luigi: Viaje al centro de Bowser y Kingdom Hearts 358/2 Days entre las principales ventas de Nintendo DS. Una secuela, Super Scribblenauts, fue lanzada para DS en Norteamérica el 12 de octubre de 2010, Australia el 27 de octubre y Europa el 29 de octubre. El juego mejoró muchos aspectos del original, agregando más palabras, introduciendo adjetivos y retocando los controles para acomodar el uso del D-Pad. Warner Bros. Interactive lanzó una nueva versión del Scribblenauts original en iOS, llamada Scribblenauts Remix , el 12 de octubre de 2011. En lugar de 5th Cell, los desarrolladores de Iron Galaxy lo transfirieron a la plataforma. La versión de iOS proporciona cuarenta niveles de ambos Scribblenautsy su secuela, junto con diez nuevos niveles para iOS.
En la conferencia de prensa de Nintendo E3 2012, anunciaron el tercer juego, Scribblenauts Unlimited, tanto para Wii U como para Nintendo 3DS, marcando el debut de la serie en la plataforma Nintendo 3DS y en una consola de videojuegos doméstica, Wii U. para Nintendo 3DS el 13 de noviembre de 2012 y para Wii U y PC el 18 de noviembre de 2012. El juego era muy diferente de sus predecesores, ya que pasó a una fórmula más basada en la aventura que se basaba en un mundo abierto lleno de personajes personajes de jugador, en lugar de elegir rompecabezas individuales para ganar Starites. También introdujo un nuevo editor de objetos que estaba presente en las versiones de Wii U y PC, pero no en la versión de 3DS. Una secuela, Scribblenauts Unmasked: A DC Comics Adventure, fue lanzado en septiembre de 2013 y contó con personajes y lugares del universo de DC Comics.
En 2015, 5th Cell intentó financiar su nuevo proyecto Anchors in the Drift a través del sitio web de financiación colectiva fig.co. El juego fue planeado para ser un juego de rol de acción gratuito, sin embargo, no alcanzó la meta de financiación de $ 500,000 y el desarrollo se detuvo después de la campaña fallida.
El 24 de marzo de 2016, luego de la cancelación del juego para dispositivos móviles Scribblenauts: Fighting Words del editor Warner Bros. Interactive Entertainment , los fuertes despidos afectaron gravemente a la empresa. Siguen en funcionamiento, pero actualmente solo queda un número "pequeño" de empleados.

## Títulos originales
| Año  | Título                                                      | Plataforma(s)                                                                    | Distribuidora                          |
| ---- | ----------------------------------------------------------- | -------------------------------------------------------------------------------- | -------------------------------------- |
| 2003 | Mini Poccha                                                 | Mobile                                                                           | THQ Mobile                             |
| 2003 | SEAL Team 6                                                 | Mobile                                                                           | THQ Mobile                             |
| 2003 | Siege                                                       | Mobile                                                                           | THQ Mobile                             |
| 2006 | D.N.A.                                                      | Mac OS, Microsoft Windows                                                        | Merscom                                |
| 2007 | Drawn to Life                                               | Nintendo DS                                                                      | THQ                                    |
| 2008 | Lock's Quest                                                | Nintendo DS                                                                      | THQ                                    |
| 2009 | Scribblenauts                                               | Nintendo DS                                                                      | Warner Bros. Interactive Entertainment |
| 2010 | Super Scribblenauts                                         | Nintendo DS                                                                      | Warner Bros. Interactive Entertainment |
| 2010 | Drawn to Life: The Next Chapter (videojuego de Nintendo DS) | Nintendo DS                                                                      | THQ                                    |
| 2011 | Scribblenauts Remix                                         | Android, iOS                                                                     | Warner Bros. Interactive Entertainment |
| 2012 | Run Roo Run                                                 | Android, iOS                                                                     | Autopublicado                          |
| 2012 | Scribblenauts Unlimited                                     | Wii U, PlayStation 4, Xbox One, Microsoft Windows, Android, iOS, Nintendo 3DS    | Warner Bros. Interactive Entertainment |
| 2012 | Hybrid                                                      | Xbox Live Arcade                                                                 | Autopublicado                          |
| 2013 | Scribblenauts Unmasked: A DC Comics Adventure               | Nintendo Switch, PlayStation 4, Xbox One, Microsoft Windows, Wii U, Nintendo 3DS | Warner Bros. Interactive Entertainment |
| 2021 | Castlehold                                                  | Microsoft Windows                                                                | Autopublicado                          |

### Cancelado
- Scribblenauts Fighting Words, un juego de rol y rompecabezas derivado del original, cancelado en 2016 .
- Anchors in the Drift , un juego de rol de acción cancelado en 2015. Regresó como un juego con el mismo nombre, pero también se canceló.[14][15]
- Scribblenauts Worlds, un juego de lucha en 3D cancelado en 2014.[16]

## Títulos con licencia
2004
- Lemony Snicket's A Series of Unfortunate Events (móvil) - publicado por Electronic Arts

2005
- Darts Pro! (móvil) - publicado por THQ
- Ministry of Sound: Club Manager (móvil) - publicador por THQ

2006
- Pat Sajak's Lucky Letters (móvil) - desarrollado por UIEvolution (una ex-subsidiaria de Square Enix)
- Moto GP Manager (móvil) - publicado por THQ
- Full Spectrum Warrior: Mobile (móvil) - publicado por THQ

## Títulos derivados
Estos son títulos basados directamente en los juegos originales de 5TH Cell que no fueron desarrollados por 5TH Cell.
2008
- Drawn to Life: SpongeBob SquarePants Edition (DS) - desarrollado por Altron, publicado por THQ

2009
- Drawn to Life: The Next Chapter (Wii) - desarrollado por Planet Moon Studios, publicado por THQ

2011
- Scribblenauts Remix (iOS): desarrollado conjuntamente por Iron Galaxy Studios y 5TH Cell, publicado por Warner Bros. Interactive Entertainment

2018
- Scribblenauts Showdown (PlayStation 4, Xbox One, Nintendo Switch): desarrollado por Shiver, publicado por Warner Bros. Interactive Entertainment

2020
- Drawn to Life: Two Realms (Nintendo Switch, Steam, iOS, Android) - desarrollado por Digital Continue, publicado por 505 Games